# Hokej na lodzie na Zimowych Igrzyskach Olimpijskich 1992 – kwalifikacje
Kwalifikacje do Zimowych Igrzysk Olimpijskich w 1992 roku, których celem było reprezentacji na turniej olimpijski 1992 w Albertville.
Mecze barażowe o miejsce w ZIO 1992 rozegrały między sobą reprezentacje Danii (ówczesny mistrz Grupy C mistrzostw świata) i Polski (wówczas 4. miejsce w Grupie B mistrzostw świata).
- 14.IV.1991, Kopenhaga, Brøndby Hallen: Dania – Polska 4:6 (0:5, 2:1, 2:0), gole dla Polski: Marek Stebnicki, Grzegorz Dybaś, Marek Cholewa, Mariusz Puzio, Mariusz Czerkawski, Mirosław Copija[1].
- 16.IV.1991, Oświęcim, Hala Lodowa MOSiR: Polska – Dania 9:5 (4:2, 2:2, 3:1), gole dla Polski: Mariusz Czerkawski 2, Henryk Gruth, Janusz Adamiec, Mariusz Puzio, Marek Stebnicki, Grzegorz Dybaś, Marek Cholewa, Wojciech Tkacz; gole dla Danii: Christian Jorgensen, Henning Ludvigsen, Jens Nielsen[2].